# Aorist
Der Aorist (altgriechisch ἀόριστος aóristos „unbestimmte ⟨Zeit⟩“) ist in einigen indogermanischen sowie in einigen anderen Sprachen, wie beispielsweise im Georgischen, ein Tempus der Vergangenheit. Im Gegensatz zu anderen Vergangenheitstempora wie beispielsweise dem Präteritum (resp. Imperfekt) oder dem Perfekt beschreibt er Vorgänge in der Vergangenheit, die als individuelle einmalig abgeschlossene Handlungen, also punktuell, betrachtet werden. Er beinhaltet damit den perfektiven Verbalaspekt. Diese Aspektbedeutung des Aorists kann in einigen Formen die zeitliche verdrängen.
Der grammatische Terminus Aorist wird für andere Sprachen uneinheitlich und teilweise widersprüchlich benutzt. So bezeichnet er im Türkischen ein Tempus, das etwas ausdrückt, das eher dem imperfektiven Aspekt nahe kommt.

## Der Aorist in den indogermanischen Sprachen

### Bedeutung
In vielen indogermanischen Sprachen bilden der Aorist (bzw. seine Äquivalente aus dem lateinischen Perfekt) und das Imperfekt ein semantisches Paar. Der Unterschied zwischen beiden lässt sich anhand deutscher Verbpaare wie „erblicken“ und „betrachten“, „finden“ und „suchen“, „vernehmen“ und „zuhören“ nachvollziehen; in jedem dieser Paare hat das erste Verb eine dem Aorist ähnliche Bedeutung: es kennzeichnet eine einmalige, abgeschlossene Handlung, mit einem klar abgegrenzten Anfang und Ende. Das jeweils zweite Verb zeigt hingegen einen andauernden Vorgang an, der nicht auf einen bestimmten Moment oder eine bestimmte Handlung beschränkt werden kann; auch eine wiederholte oder gewohnte Handlung kann so angezeigt werden.
Über Zeitformen hinausgehend lieferte diese Aspektzweiheit die Grundlage für Wortbedeutungen im Indogermanischen. Dies wird gut im Altgriechischen demonstriert. Zum Beispiel haben der Präsens- und der Aoriststamm im Konjunktiv und der Wunschform keine zeitliche Bedeutung, sondern drücken lediglich verschiedene Aspekte aus. So unterscheidet das Paar ἀκούωμεν und ἀκούσωμεν zwischen „wir wollen zuhören“ und „wir wollen [es] hören (‚vernehmen‘)“, nicht etwa zwischen „wir wollen zuhören“ und „wir wollen zugehört haben“.
Man vermutet, dass der Aorist in der indogermanischen Ursprache nur den Aspekt ausdrückte, aber sich schon früh mit der zeitlichen Bedeutung verband. Ähnlich wie im Griechischen war der Aorist im Sanskrit ursprünglich eine Zeit- und Aspekt-Kategorie. Die Bedeutungsunterschiede zwischen den Vergangenheitstempora des Sanskrits verblassten aber schon früh. Allerdings tritt das Phänomen im Hindi erneut auf.

### Morphologie
Im Urindogermanischen existierten mehrere Bildungsweisen des Aorists, die sich am besten anhand des Griechischen und des Sanskrits oder Altindischen nachvollziehen lassen. Auch im Lateinischen, in dem der Aorist mit dem Perfekt zusammengefallen ist, leben alte Aoristformen als Bildungsweisen des Perfekts weiter. Im Altgriechischen und Sanskrit erhält der Aorist, wie alle Vergangenheitstempora, ein Augment. Die folgenden Bildungsweisen des Aorists ragen als die am meisten verwendeten hervor.

#### Der s-Aorist
Der s-Aorist oder sigmatische Aorist (nach dem griechischen Buchstaben Sigma) wird mit dem Tempuszeichen -s- gebildet. Im Indogermanischen wurde er aus einem betonten präfigierten Augment, der Dehnstufe der Wurzel und den präfigierten Sekundärendungen gebildet. Beispiele:
- altgriechisch ἀκούω akouō „ich höre“ – ἤκουσα, ēkousa „ich hörte“ (regelmäßige Bildungsweise des schwachen Aorists);
- Sanskrit करोमि karomi „ich mache“ – अकार्षम् akārṣam „ich machte“ (ṣ < s (s. ruki-Regel), gedehntes ā);
- Latein dīcō „ich sage“ – dīxī (<*dic-s-i) „ich habe gesagt“ (sog. s-Perfekt, Wurzel-ī);
- altkirchenslawisch вести vesti „führen“ – вѣсъ věsъ „ich habe geführt“ (gedehntes ě [< idg. *ē]).

#### Thematischer Aorist, starker Aorist
Der thematische Aorist im Sanskrit wird ohne Tempuszeichen, aber mit dem Themavokal a gebildet. Entsprechend werden auch einige starke Aoristformen im Altgriechischen ohne Tempuszeichen gebildet. Gegebenenfalls kommt der quantitative Ablaut zum Tragen, wobei das Verb im Präsens die Normalstufe und im Aorist die Schwundstufe aufweist. Auch die Bildungsweise des Präteritums bei den starken Verben des Deutschen ist ein Überbleibsel des indogermanischen Ablauts. Beispiel:
- altgriechisch λείπω leipō „ich verlasse“ – ἔλιπον elipon „ich verließ“;
- Sanskrit शक्नोमि śaknomi „ich kann“ – अशकम् aśakam „ich konnte“.

#### Wurzelaorist
Beim Wurzelaorist ist die Verbalwurzel identisch mit dem Aoriststamm. Er wurde im Indogermanischen aus einem präfigierten betonten Augment, der Vollstufe der Wurzel und den Sekundärendungen gebildet. Beispiele:
- altgriechisch γιγνώσκω gignōskō „ich erkenne“ – ἔγνων egnōn „ich erkannte“;
- Sanskrit ददामि dadāmi „ich gebe“ – अदाम् adām „ich gab“;
- Latein videō „ich sehe“ – vīdī „ich sah“ (sog. Dehnungsperfekt);
- altkirchenslawisch ѹсънѫти usъnǫti (< *ѹ-съп-нѫ-ти u-sъp-nǫ-ti, sog. „Gesetz der offenen Silbe“) „einschlafen“ – ѹсъпъ „ich schlief ein“.

#### Reduplizierter Aorist
Der reduplizierte Aorist wird durch die Verdopplung der ersten Stammsilbe (Reduplikation) gebildet, eine Bildungsweise, die sonst für das Perfekt typisch ist. Beispiele:
- altgriechisch ἄγω agō „ich führe“ – ἤγαγον ēgagon;
- Sanskrit द्रवामि dravāmi „ich laufe“ – अदुद्रवम् adudravam „ich lief“.

### Beispiele

#### Neugriechisch
Da im Griechischen streng zwischen einmaligen und wiederholten oder auch dauerhaften Handlungen unterschieden wird, haben viele Zeitstufen zwei verschiedene Verbformen, um den jeweiligen Aspekt zum Ausdruck zu bringen. Grundlage für diese zwei Verbformen sind die beiden Stämme, die (fast) jedes Verb im Neugriechischen besitzt: der Präsensstamm und der Aoriststamm. Jeweils zwei Formen gibt es für das Futur (θα κλαίω – θα κλάψω), die einfache Vergangenheit (έκλαιγα – έκλαψα), den Imperativ (κλαίγε! – κλάψε!) und alle Konjunktive (z. B. να κλαίω – να κλάψω); nicht aber beispielsweise für das indikativische Präsens (κλαίω) und alle Zeitstufen, die mit Hilfsverb gebildet werden, wie z. B. das Perfekt (έχω κλάψει) oder das Plusquamperfekt (είχα κλάψει). Das Deutsche kennt die morphologische Unterscheidung zweier Verbformen nach Aspekt in dieser Form nicht: ich ging kann sowohl ein einmaliges, als auch ein ständig wiederholtes Gehen ausdrücken, während man hier im Griechischen unbedingt zwei unterschiedliche Verbformen bilden muss: πήγα (Aorist) ich ging (einmal; ich ging tatsächlich) – πήγαινα (Paratatikos) ich ging (immer, für gewöhnlich, regelmäßig; gerade zu dem Zeitpunkt, als etwas anderes passierte).
In Lehrbüchern sind die Bezeichnungen Aorist Indikativ und Aorist Konjunktiv gebräuchlich, wobei diese Terminologie aus mehreren Gründen unglücklich gewählt ist. Zum einen implizieren die Bezeichnungen ein Gegensatzpaar, in dem das unterscheidende Merkmal der Modus ist. Zum anderen entspricht der Aorist Konjunktiv in seiner häufigsten Verwendung als Zeitstufe der Gegenwart nicht dem Modus Konjunktiv der meisten anderen indogermanischen Sprachen, die damit nur den Ausdruck von Wunsch oder Möglichkeit realisieren. Im Neugriechischen dient er mehr als allgemeiner Konstruktor im Satzbau Hypotaxe und spielt dabei eine wichtige Rolle als Infinitiv-Ersatz. Dem Aorist Indikativ schließlich steht als aspektmarkierter Vergangenheitsform als Gegensatz nicht der Konjunktiv gegenüber, sondern der Paratatikos.
Der Aorist Indikativ drückt eine meist punktuelle und einmalige Aktion in der Vergangenheit aus:
- τρέχω „ich renne“ > έτρεξα „ich rannte“,
- βρίσκω „ich finde“ > βρήκα „ich fand“,
- διδάσκω „ich unterrichte“ > δίδαξα „ich unterrichtete“.
- αισθάνομαι „ich fühle“ > αισθάνθηκα „ich fühlte“

Die hier genannten Beispiele drücken eine einmalige Handlung aus. Will man dagegen Dauerhaftigkeit, Wiederholung oder Gleichzeitigkeit ausdrücken, benötigt man die Vergangenheitsform des Präsensstammes, den Paratatikos:
- έβρισκα κάθε μέρα… „ich fand jeden Tag…“,
- ήθελε να πάμε σινεμά, αλλά εγώ αισθανόμουν άσχημα „er wollte, dass wir ins Kino gehen, aber ich fühlte mich schlecht“.

Auch das rückblickende Fazit eines längeren Zeitraums wird gewöhnlich mit dem Aorist ausgedrückt, obwohl es sich um eine dauerhafte oder wiederholte Handlung handelt:
- Προσπάθησε στη ζωή του να είναι πάντα γενναιόδωρος. „Er versuchte in seinem Leben, immer großzügig zu sein.“
- Aber: Προσπαθούσε πάντα να είναι γενναιόδωρος. „Er versuchte immer, großzügig zu sein.“ Im letzten Fall steht das Verb nicht im Aorist, sondern im Paratatikos, da es mit πάντα immer verbunden ist – eines von mehreren Signalwörtern, die dem punktuellen Charakters des Aorists widersprechen und den Paratatikos erfordern. Im ersten Beispiel steht προσπαθώ im Aorist, da es hier mit dem resümierend-punktuellen στη ζωή του „in seinem Leben“ verbunden ist, während das πάντα im abhängigen Nebensatz steht.

Der Aorist Konjunktiv wird nach Wörtern verwendet, die den Konjunktiv fordern, und drückt ebenfalls Einmaligkeit, Punktualität aus. Er kann sich auf verschiedene Zeitstufen beziehen:
- Ήθελε να με βρει. „Er wollte mich finden.“
- Θα έρθετε τελικά; „Kommt ihr jetzt eigentlich? / Werdet ihr endlich kommen?“
- Ας έρθει! „Soll er nur kommen!“
- Πριν φύγετε, κλείστε τα παράθυρα! „Schließt die Fenster, bevor ihr geht!“
- Να τα βάλω εδώ; „Soll ich sie hierher legen?“

Auch hier gilt: Soll Dauerhaftigkeit oder Wiederholung ausgedrückt werden, muss der Konjunktiv vom Präsensstamm gebildet werden (der mit dem Indikativ Präsens identisch ist): Θα έρχεστε; „Werdet ihr (immer) kommen?“, Να τα βάζω εδώ; „Soll ich sie (grundsätzlich, jedes Mal) hierher legen?“
Schließlich wird auch der Imperativ analog dazu gebildet, ob zu einer einmaligen und punktuellen, oder zu einer wiederholten, grundsätzlichen Handlung aufgefordert wird:
- Imperativ vom Aoriststamm (sehr häufig): Βάλε! κλείσε! βρες! εξαφανίσου! έλα! „Leg! Schließ! Finde! Verschwinde! Komm!“
- Imperativ vom Präsensstamm (seltener): Βάζε! κλείνε! βρίσκε! να εξαφανίζεσαι! να έρχεσαι! „Leg immer! Schließe jedes Mal! Finde jedes Mal! Verschwinde jedes Mal! Komm immer wieder!“

Zu erwähnen ist noch, dass bei manchen, sehr häufigen Verben Präsens- und Aoriststamm identisch sind, beispielsweise bei κάνω „machen“. Auch die Verben είμαι „sein“, έχω „haben“ und ξέρω „wissen“ unterscheiden keine Aspekte.

#### Niedersorbisch und weitere slawische Sprachen
Eine der drei Formen der Bildung des Präteritums in der niedersorbischen Schriftsprache neben Perfekt und Plusquamperfekt ist das einfache oder synthetische Präteritum: Imperfekt und Aorist. Der Aorist wird außer in der Verbalklasse o/jo-VII vom Infinitivstamm gebildet, an den die Personalendungen des Aorist angefügt werden; etwa zum Stamm padnu- die Endungen padnuch / padnu / padnuchu. Die Verben der Klasse o/jo-VII bilden den Aorist vom auf -e- auslautenden Nominalstamm, an den die Personalendungen des Aorists angefügt werden (Beispiel: zum Stamm narosć – narosće- die Formen: narosćech, narosće, -chu). In den meisten Verbalklassen unterscheiden sich Imperfekt und Aorist lediglich durch die 2. und 3. Person Singular. In einigen Verbalklassen haben Imperfekt und Aorist in allen Personen vor der Personalendung unterschiedliche Vokale (Ausnahme: Aoristformen der Verbalklasse j-I).
Die bulgarische Sprache hat ein doppeltes Aspektsystem entwickelt: Der perfektive und der imperfektive Aspekt realisieren sich in zwei Stämmen des Verbs und in zwei unterschiedlichen Vergangenheitstempora, dem Aorist (als üblicher Erzählzeit) und dem Imperfekt (als einer Art Verlaufsform der Vergangenheit). Im Serbokroatischen wird der Aorist nur regional begrenzt (v. a. im ländlichen Serbien) in der mündlichen Sprache verwendet, ansonsten nur in der Schriftsprache. Das Imperfekt hat sich nur in der geschriebenen Sprache erhalten.

#### Präteritum der romanischen Sprachen
Im spanischen Präteritum (sp. pretérito indefinido) (und Indefinido und Imperfecto) stehen einmalige, perfektive, punktuelle Handlungen der Vergangenheit. Es entspricht in ähnlicher Form den anderen romanischen Präterita, z. B. französisch passé simple, italienisch passato remoto und rumänisch perfectul simplu. Vergleicht man das pretérito indefinido mit dem pretérito imperfecto, so zeigt sich, dass beide Zeiten Handlungen oder Ereignisse in der Vergangenheit ausdrücken. Aber erst anhand einer Zeitbestimmung innerhalb des Satzes lässt sich ersehen, welche Form gewählt wurde, es gibt also klare Regeln hinsichtlich der unterschiedlichen Verwendung dieser Zeiten.

## Der Aorist im Türkischen
In der Grammatik des Türkischen wird die Bezeichnung Aorist der Terminologie der indogermanischen Sprachen entgegengesetzt gebraucht. Das Türkische kennt je sechs Grund- und abgeleitete Tempora. Hierbei bezeichnen Aorist (türk. geniş zaman, deutsch auch r-Präsens, nach der Endung der 3. Person Singular, vgl. sever ‚er/es/sie mag‘) und der abgeleitete Vergangenheits-Aorist (geniş zamanın hikâyesi) generell Vorgänge, ohne eine zeitliche Bestimmung anzugeben. Damit hat der türkische Aorist eine modale Komponente und wird für Vorgänge ohne Eingrenzung eines zeitlichen Vollzugs, zum Beispiel für Vorgänge in der Vorstellung, die sich also (noch) nicht vollziehen, verwendet. Unter anderem wird er in Höflichkeitsformen oder hypothetischen Aussagen gebraucht. Eine weitere Verwendung liegt im Bezeichnen gewohnheitsmäßiger Vorgänge, bei denen der Sprecher seine eigene, subjektive oder wissende Position betont. Der Aorist in der Vergangenheit bezeichnet einerseits die gewohnheitsmäßige Handlung in der Vergangenheit, andererseits einen noch stärker persönlich betrachteten Vorgang, unabhängig von der Zeitstufe. Beispiele:

### Aorist
- Dikkat et, yoksa düşersin. – ‚Pass auf, sonst fällst du.‘
- Yemeğin yanına ne alırsınız? – ‚Was nehmen Sie als Beilage zum Essen?‘
- Kızım sebze sever. – ‚Meine Tochter mag Gemüse.‘

Auch das Wort döner ist eine Aoristform des Verbs dönmek ‚drehen‘ und bezeichnet als elliptische Form analog zum griechischen Gyros den sich drehenden Fleischspieß.
- Dünya döner. – ‚Die Erde dreht sich.‘

### Aorist in der Vergangenheit
- Böyle bir şey yapmazdım. – ‚So etwas hätte ich nicht getan / würde ich nicht tun.‘
- Yemeğin yanına ne alırdınız? – ‚Was hätten Sie gern als Beilage zum Essen?‘
- Çocukken futbol oynardım. – ‚Als Kind pflegte ich Fußball zu spielen.‘

## Der Aorist des Quenya
Auch in der Kunstsprache Quenya, einer der Sprachen aus der Welt Tolkiens, gibt es einen „Aorist“. Er bezeichnet dort eine zeitlich unbestimmte Handlung, für die der Zeitpunkt bzw. die Dauer unerheblich ist, weil z. B. diese Handlung sich ständig wiederholt oder ein Zustand andauernd bzw. unveränderlich ist. Im Deutschen entspräche er meist dem Präsens („Atlantis liegt im Meer“).

### Zum Aorist im Griechischen
- Adolf Kaegi: Griechische Schulgrammatik. Weidmann, Zürich.
- Hans Ruge: Grammatik des Neugriechischen (Lautlehre, Formenlehre, Syntax). Köln 2001.

### Zum Aorist im Bulgarischen
- Nadia Christophorov: L’emploi de l’aoriste et du parfait en bulgare moderne. In: Bibliotheca Slavonica. Band 8. Hakkert, Amsterdam 1972.
- Vassilka Radeva, Hilmar Walter, Jordan Pencev, Sigrun Comati: Bulgarische Grammatik – Morphologisch-syntaktische Grundzüge. Hrsg.: Vassilka Radeva. Helmut Buske Verlag, 2003, ISBN 978-3-87548-321-5.